# Afrotysonia
- Commons
- Wikispecies

Afrotysonia é um gênero de plantas pertencente à família Boraginaceae.

## Sinonímia
- Tysonia.

## Espécies
Apresenta três espécies:
- Afrosytonia africana
- Afrosytonia glochidiata
- Afrosytonia pilosicaulis